# Kvantifikator
En kvantifikator, ibland kvantor, av engelskans quantity och latinets quantus (av en viss sort), är inom logiken en operator som binder en fri variabel i ett logiskt predikat, och på så sätt bildar ett uttryck vars giltighet beror på antal objekt som uppfyller det okvantifierade uttrycket.

## Symboliska kvantifikatorer
I första ordningens predikatlogik används två kvantifikatorer:
- Allkvantifikatorn: ∀x P(x) -  för alla x är P(x) sant
- Existenskvantifikatorn: ∃x P(x) - för minst ett x är P(x) sant, d.v.s. för något x är P(x) sant

Negeringen av dessa ger ytterligare två kvantifikatoruttryck 
- ¬∀x P(x) - för inte alla x är P(x) sant
- ¬∃x P(x) - för inget x är P(x) sant

Ett särskilt problem i sammanhanget är tillämpningen på oändliga mängder: vad är "alla" av en oändlig mängd? I detta fall används i stället begreppet "varje" för allkvantifikatorn.

## Språkliga och numeriska kvantifikatorer
Kvantifikatorerna specificerar relativa kvantiteter, inte absoluta. Således motsvarar "alla" lika med 100 % och "ingen" lika med 0 % och negeringarna av dessa "inte alla" mindre än 100 % och "inte ingen", d.v.s. "någon", större än 0 %. Flera relativa kvantitetsuttryck i språket saknar symboler i predikatslogiken. Sådana är till exempel: "flertalet", "majoriteten" , "fler än hälften" etc. (> 50 %),  "halvdelen", "hälften" etc. (= 50 %) och "minoriteten", "färre än hälften" etc. (< 50 %). Andra relativa kvantitetsuttryck i språket är "nästan alla", "många", "några", "få", "nästan ingen" etc. Dessa begrepp kräver en kontextuellt, socialt eller subjektivt satt referensgräns för att kunna formaliseras. Dock kan de ofta ordnas inbördes. Dessa aspekter kan dock ge logisk mening vid AI-programmering och i s.k. suddig logik. 
Kvantifikatoruttryck motsvarar relationer mellan kvantiteter. Dessa relationer kan man illustrera med hjälp av s.k. Venn-diagram, men innebär också att kvantifikatorer kan anges som ett procenttal och en relation, ex: "för alla x" (= 100 % av alla x), "för något x" (> 0 % av alla x), "flertalet av x" (> 50 % av alla x) ect. Detta kan också utnyttjas vid AI-programmering.